# Cecilia Salvioli
Cecilia Salvioli (ur. 8 listopada 1968 w Modenie) – włoska szpadzistka, brązowa medalistka mistrzostw świata. 
Podczas mistrzostw świata w Orleanie w 1988 roku Włoszki w składzie: Saba Amendolara, Alessandra Anglesio, Cecilia Salvioli, Elisa Uga i Nathalie Vezzali zdobyły brązowy medal w zawodach drużynowych. Był to jedyny medal wywalczony przez Salvioli w zawodach tego cyklu. Indywidualnie zajęła tam dwunaste miejsce.
Nigdy nie wzięła udziału w igrzyskach olimpijskich.